# 高等學校 (日本)
高等學校（日语：／ kōtō gakkō），簡稱高校，是日本施行高級中等教育的學校。高等學校在《国际教育标准分类法》為3級，相當於其他國家的高級中學，並非施行高等教育（5級）的學校。
新制高等學校始於1948年，改組再編自舊制中學校、高等女學校、實業學校。高等學校以中學校教育為基礎，向修完中學校課程的學生施行高度的普通教育及專門教育。主要教授公民所需的綜合基礎教養，以及升入大學、專門學校等高等教育機關或就職所需的技術、技能。
新制高等學校以小學區制、綜合制、男女共學為原則，但前兩者尚未實現。1990年代以來導入中高一貫制、單位制、綜合課程等，教育多樣化、柔軟化。